# منتخب اليونان تحت 21 سنة لكرة القدم
منتخب اليونان تحت 21 سنة لكرة القدم هو الممثل الرسمي لـ اليونان في بطولات كرة القدم تحت 21 سنة. يشارك الفريق في بطولة أوروبا تحت 21 لكرة القدم التي تقام كل عامين.